# Копірайт (гурт)
Копірайт (гурт) – український сучасний поп-рок гурт, створений у 2005 році в Луцьку, Україна. До складу у 2009 році входили: Сергій Гнатюк (вокал), Дмитро Лазарєв (гітарист), Олександр Дроздов (барабанщик), В'ячеслав Короткий (бас-вокал), Петро Свіст (клавішні).

## Історія гурту
Колектив був заснований у 2005 році музикантом-початківцем Сєргієм Гнатюком. В той час Сергій переживав муки нерозділеного кохання, – від нього пішла кохана. Це надало поштовх для музичної творчості й вилилося у створенні гурту із назвою «Самотня оаза». З часом колектив змінив свою назву, склад учасників та музичний стиль виконання. На 2008 рік остаточно сформувався гурт «Копірайт» у складі: Сергій Гнатюк – вокал, Дмитро Лазарєв – гітара, Олександр Дроздов – барабани, В'ячеслав Короткий – басист. З 2009 року до гурту приєднався Петро Свіст – клавішник.
Протягом становлення гурту (2005-2008 рр.), його учасники вирішують чимало проблем: ротація музикантів, через відсутність часу на репетиції, пошуки приміщення для репетицій, створення репертуару, винахід коштів на розвиток групи, проведення неоплачуваних концертів для реклами гурту. У 2008 році перед гуртом постає питання, залишитись аматорським гуртом, чи стати професійним гуртом, і працювати на задоволення широких аудіторій музичних слухачів. Вибрали останнє.
За даними відбіркових турів на фестиваль «Червона рута 2009», які відбулися у 2008 р., входить до 30 найкращих гуртів з України

## Концерта діяльність
- Фестивалі «Я і гітара» м.Рівне 2006, 2007, 2008 р. – переможці у 2007, 2008 роках
- Фестиваль «Фор пост» 2009 – учасник[2]
- Всеукраїнський тур «Музика нової хвилі» – учасник
- Фестиваль «Up Fest 2008» – переможець на малій сцені
- Фестиваль «Червона рута 2009» м.Чернівці – учасник[3]
- Фестиваль «Бандерштат 2009» – учасник
- Фестиваль «Буран» 2009 – учасник[4]
- Фестиваль «Тарас Бульба» – учасник[5]
- Концерт на День міста Луцьк 2009 –учасник[6]
- Концерти в м.Луцьк (бар «Оболонь»[7], Бар «Рок-Хата»[8])

## Пісні
- Для тих, хто мене чує (Слова С.Гнатюк/Музика гурт Копірайт)
- Крила (Слова С.Гнатюк/Музика гурт Копірайт)
- На планеті Земля (Слова С.Гнатюк/Музика гурт Копірайт)
- Наступний день (Слова С.Гнатюк/Музика гурт Копірайт)
- Очі закрий (Слова С.Гнатюк/Музика гурт Копірайт)
- Прощавай (Слова С.Гнатюк/Музика гурт Копірайт)
- Сумні слова (Слова С.Гнатюк/Музика гурт Копірайт)
- Там за хмарами (Слова С.Гнатюк/Музика гурт Копірайт)
- Тисячі хвилин (Слова С.Гнатюк/Музика гурт Копірайт)[9]